# Hongjiang
Hongjiang, tidigare romaniserat Hungkiang, är en stad på häradsnivå som lyder under Huaihuas stad på prefekturnivå i Hunan-provinsen i södra Kina. Den ligger omkring 300 kilometer väster om provinshuvudstaden Changsha.